# Kepulauan Sula
Kepulauan Sula (deutsch Sulainseln) ist ein indonesischer Regierungsbezirk (Kabupaten) in der indonesischen Provinz Maluku Utara. Mitte 2022 leben hier 104.550 Menschen. Regierungssitz ist Sanana auf der Insel Sulabesi (früher hieß die Insel Sanana).

## Geographie
Der Regierungsbezirk besteht aus den beiden Inseln Mangoli im Norden sowie der südlicher gelegenen Sulabesi und 83 (nach anderen Angaben 17) weiteren kleinen Inseln und Inselchen. Die meisten der zwölf Distrikte tragen den Namen der beiden Hauptinseln. Der Bezirk ist der südlichste der Provinz Maluku Utara und erstreckt sich zwischen 01°45′08″ und 02°28′39″ n. Br. sowie zwischen 125°19′42″ und 126°29′11″ ö. L. Im Norden bildet die Molukkensee eine natürliche Grenze und im Süden die Seramsee. Die schmale Straße von Capalulu (indonesisch Selat Capalulu) trennt im Westen den Bezirk Kepulauan Sula von der Nachbarinsel Taliabu, die seit 2013 einen eigenen Regierungsbezirk darstellt.

## Verwaltungsgliederung
Der Regierungsbezirk Kepulauan Sula gliedert sich in zwölf Distrikte (Kecamatan) mit 80 Dörfern (Desa).
| Code 1   | Kecamatan Distrikt    | Ibu Kota Verwaltungssitz | Fläche (km²) | Einwohner Census 2010 2 | Volkszählung 2020 | Volkszählung 2020 | Volkszählung 2020 | Anzahl der Dörfer (Desa) | Anzahl der Dörfer (Desa) |
| Code 1   | Kecamatan Distrikt    | Ibu Kota Verwaltungssitz | Fläche (km²) | Einwohner Census 2010 2 | Einwohner 3       | 0Dichte 40        | Sex Ratio 5       | Anzahl der Dörfer (Desa) | Anzahl der Dörfer (Desa) |
| -------- | --------------------- | ------------------------ | ------------ | ----------------------- | ----------------- | ----------------- | ----------------- | ------------------------ | ------------------------ |
| 82.05.01 | Mangoli Timur         | Waitina                  | 395,866      | 4.301                   | 5.613             | 14,2              | 107,4             | 5                        |                          |
| 82.05.02 | Sanana                | Waihama                  | 157,362      | 25.183                  | 33.994            | 216,0             | 102,6             | 11                       |                          |
| 82.05.03 | Sulabesi Barat        | Kabau Darat              | 255,019      | 4.707                   | 5.585             | 21,9              | 104,5             | 6                        |                          |
| 82.05.06 | Mangoli Barat         | Dofa                     | 236,294      | 7.084                   | 7.198             | 30,5              | 104,5             | 7                        |                          |
| 82.05.07 | Sulabesi Tengah       | Waiboga                  | 161,314      | 5.929                   | 7.250             | 44,9              | 100,5             | 7                        |                          |
| 82.05.08 | Sulabesi Timur        | Baleha                   | 93,707       | 3.100                   | 4.350             | 46,4              | 105,9             | 6                        |                          |
| 82.05.09 | Sulabesi Selatan      | Fuata                    | 284,002      | 4.298                   | 5.545             | 19,5              | 100,5             | 5                        |                          |
| 82.05.10 | Mangoli Utara Timur00 | Waisakai                 | 374,748      | 3.777                   | 4.735             | 12,6              | 105,3             | 4                        |                          |
| 82.05.11 | Mangoli Tengah        | Mangoli                  | 373,832      | 6.381                   | 7.644             | 20,5              | 104,6             | 9                        |                          |
| 82.05.12 | Mangoli Selatan       | Buya                     | 329,802      | 4.665                   | 5.173             | 15,7              | 106,9             | 5                        |                          |
| 82.05.13 | Mangoli Utara         | Falabisahaya             | 431,944      | 10.115                  | 9.373             | 21,7              | 105,6             | 8                        |                          |
| 82.05.18 | Sanana Utara          | Pohea                    | 244,783      | 5.675                   | 7.622             | 31,1              | 103,2             | 7                        |                          |
| 82.05    | Kepulauan Sula        | Kepulauan Sula           | 3.338,673    | 85.215                  | 104.082           | 31,2              | 103,8             | 80                       |                          |

## Geschichte
Der Regierungsbezirk entstand am 25. Februar 2003 zeitgleich mit drei weiteren Verwaltungsbezirken: den Kabupaten Halmahera Selatan und Halmahera Utara sowie der autonomen Stadt Kota Ternate. Kepulauan Sula wurde von Maluku Utara (später umbenannt in Halmahera Barat) abgetrennt und bestand ursprünglich aus sechs Kecamatan (Distrikten). Durch Ausgliederung erhöhte sich die Zahl der Distrikte. Besonders im Jahr 2006 wurden einige neue Kecamatan gebildet:
- Sulabesi Selatan, Sulabesi Tengah und Sulabesi Timur wurden von Sanana abgespalten,
- Mangoli Tengah und Mangoli Utara Timur werden von Mangoli Timur abgespalten
- Mangoli Selatan und Mangoli Utara werden von Mangoli Barat abgespalten,
- Taliabu Barat Laut, Taliabu Selatan und Taliabu Utara wurden von Taliabu Barat abgespalten.

2007 folgten:

- Lede wird von Taliabu Barat Laut abgespalten,
- Sanana Utara wurde von Sanana abgespalten.[6]

2010

- wurden sieben Dörfer aus dem Kecamatan Taliabu Selatan abgetrennt und zum neuen Kecamatan Tabona vereint.[7]

Schließlich erfolgte am 11. Januar 2013 die Abspaltung von acht Kecamatan zur Bildung des Regierungsbezirks (Kabupaten) Pulau Taliabu. So verblieben (die noch heute bestehenden) zwölf Kecamatan im Regierungsbezirk. Der Kabupaten Kepulauan Sula gab etwa 30 Prozent seiner Fläche (1.469,93 von 4.774,25 km²) und gleichfalls 30 Prozent seiner Bevölkerung (2012: 56.135 von 189.381) an den neugegründeten Bezirk im Westen ab. Die Zahl der Dörfer sank dabei um fast die Hälfte (von 149 auf 78).

## Demographie
Zur Volkszählung im September 2020 (indonesisch Sensus Penduduk - SP2020) lebten im Regierungsbezirk Kepulauan Sula 104.082 Menschen, davon 51.083 Frauen (49,08 %) und 52.999 Männer (50,92 %). Gegenüber dem letzten Census (2010) sank der Frauenanteil um 0,20 %.
Mitte 2022 waren 97,95 % der Einwohner Moslems und 2,05 Prozent der Einwohner Christen (1.471 Protestanten / 668 Katholiken).
68,83 Prozent oder 71.961 Personen gehörten zur erwerbsfähigen Bevölkerung (15–64 Jahre); 26,74 % waren Kinder und 4,43 % im Rentenalter. Von der Gesamtbevölkerung waren Mitte 2022 53,15 (44,25) % ledig, 42,52 (50,60) % verheiratet, 0,82 (0,97) % geschieden und 3,51 (4,17) % verwitwet. Die geklammerten Kursivzahlen geben den Anteil bezogen auf die Bevölkerung über 10 Jahre an (87.862). Der HDI-Index lag 2020 mit 67,50 nahe am Durchschnittswert der Provinz (68,49).